# 日本獣医学会
公益社団法人日本獣医学会（こうえきしゃだんほうじん にほんじゅういがっかい）は、獣医学に関する研究・教育を推進・支援することによって、学術の発展・科学技術の振興を図り、社会に貢献することを目的とする、日本の単独学会である。

## 沿革
- 1885年 - 「大日本獣医学会 (前身) 」が設立[2]
- 1888年 - 「中央獣医会」に改称
- 1921年 - 「日本獣医学会 (前身) 」が設立
- 1925年 - 「社団法人中央獣医会」が設立
- 1939年 - 「社団法人中央獣医会」と「日本獣医学会」が合併し、「社団法人大日本獣医学会」と改称[4]
- 1948年 - 「社団法人日本獣医学会」と改称
- 2012年 - 「公益社団法人日本獣医学会」に移行

## 刊行物

### 日本獣医学会会誌
- 誌名（和文）：日本獣医学会会誌
- 誌名（欧文）：The Journal of Veterinary Medical Science
- 創刊年：1885
- 資料種別：ジャーナル（査読付き論文を含む）
- 使用言語：英語のみ
- 発行形態：eジャーナル
- 著作権帰属先：学会
- クリエイティブコモンズ：定めていない
- 購読：無料

## 国内における学術連合体への加入
- 日本農学会

## 国際会議への関与
- 主催：アジアの獣医師資格とその養成教育
- 共催：第2回東アジア合同獣医学会